# زمین‌لرزه مارس ۱۹۹۶ چین
زمین‌لرزه چین  در تاریخ ۱۹ مارس ۱۹۹۶ میلادی، برابر با ‎۲۹ اسفند ۱۳۷۴، ساعت ۱۵:۰۰:۲۶ به زمان یوتی‌سی در چین رخ داد. ژرفای این زلزله ۲۳٫۲ کیلومتر بود، و بزرگی آن ۶٫۳ در مقیاس Mw اعلام شده‌است. زمین‌لرزه به وقت محلی در روز سه‌شنبه، ساعت ۲۳ روی داده و منطقه زمانی آن یوتی‌سی +۸ بوده‌است .
سازمان زمین‌شناسی آمریکا نیز رومرکز این زمین‌لرزه را در مختصات ۳۹°۵۹′۳۵″شمالی ۷۶°۴۱′۴۶″شرقی / ۳۹٫۹۹۳°شمالی ۷۶٫۶۹۶°شرقی و ژرفای آنرا در ۲۸ کیلومتر گزارش کرده‌است. بزرگی برگزیدهٔ این سازمان از میان بزرگیهای محاسبه‌شدهٔ مختلف ۶٫۳ در مقیاس Mw بوده و از دید اثر، در میان چهار دسته‌بندی «نامحسوس»، «محسوس»، «زیان‌آور» یا «با تلفات»، زلزله را «با تلفات» اعلام کرده‌است.بیش از ۱۵۳۱۴ ساختمان در زمین‌لرزه خراب شده‌است.
پروژهٔ «تنسور گشتاور مرکزوار» زاویه‌های (راستا، شیب، ریک) گسل سازندهٔ زمین‌لرزه و صفحه عمود بر آنرا (°۲۷۳، °۲۶، °۱۰۹) یا (°۷۲، °۶۶، °۸۱) و نوع گسل را «معکوس» فرارسانده‌است.
شمار کشتگان زلزله حدود ۲۴ نفر بوده‌است.تعداد زخمیان ۱۲۸ نفر برآورده شده‌است.بی‌خانمان شدگان نیز ۳۳۰۰۰ نفر اعلام شده‌است.